# アメリカオオモズ
アメリカオオモズ（亜米利加大百舌、学名：Lanius ludovicianus）は、スズメ目モズ科に分類される鳥類の一種。

## 分布
新北区（北米）